# Kiss Army
La KISS Army es el club de fanes oficial de la banda de rock americana Kiss, declarado por los propios integrantes de la banda.

## Historia
En enero de 1975, Starkey y Evans, dos fans de KISS adolescentes de Terre Haute, Indiana, comenzaron a ponerse en contacto con las estaciones de radio locales WVTS en un esfuerzo por obtener la música de KISS.  Después de haber sido repetidamente rechazados por el director del programa Rich Dickerson, Starkey y Evans comenzaron a llamar a WVTS diciendo ser "la KISS Army."  Además, enviaron cartas a la emisora y las firmaron, "Bill Starkey-Presidente de la KISS Army" y "Jay Evans-Field Marshall".
En julio de 1975, WVTS había comenzado a poner discos de KISS, a menudo refiriéndose a la KISS Army. Algunas de las cartas incluían amenazas de hacer estallar la emisora.  En poco tiempo, los oyentes comenzaron a llamar preguntando cómo podían alistarse a la Kiss Army.
Dickerson trabajó con Starkey y Evans para ofrecer una promoción por adelantado para un concierto de KISS en el nuevo Hulman Civic-University Center en Terre Haute. Antes del show, el publicista de KISS Alan Miller se puso en contacto con Starkey para charlar sobre la Kiss Army. A petición de Miller, Starkey y Evans tomaron las llamadas de teléfono en directo en WVTS para reclutar a tantos miembros como fuera posible para la KISS Army.  Como resultado de estos esfuerzos, las entradas para el espectáculo del 21 de noviembre se agotaron (10 000 asientos). Durante el concierto, Starkey subió al escenario y fue obsequiado con una placa de KISS. El 21 de noviembre de 2010, la KISS Army cumplió 35 años y para celebrarlo, el Alcalde de Terre Haute declaró el día como el día de la KISS Army. El cofundador Bill Starky pasó el día como DJ invitado en la emisora 105.5 en la emisora de radio de Terre Haute poniendo música de KISS.
Poco después del concierto de Terre Haute, la KISS Army se convirtió en el club de fanes oficial del grupo. Los formularios de inscripción para la KISS Army aparecieron por primera vez en noviembre de 1976 en el álbum Destroyer.  El exjefe de merchandising de KISS, Ron Boutwell, estima que el club de fanes (en su apogeo) ahorró 5000 US$ por día, y obtuvo casi 100 000 miembros. Tras un período de inactividad, Kiss anunció el relanzamiento de la KISS Army como el grupo oficial de fanes el 23 de agosto de 2007. El 29 de mayo de 2008 Condoleezza Rice, la secretaria de estado de los Estados Unidos se alistó a la KISS Army.

## Kiss Army en Finlandia
Además, la Kiss Army cuenta con un subcomité en Finlandia. El presidente de dicho comité es el líder de la banda Lordi, ganadora del Festival de la Canción de Eurovisión de 2006, Tomi Putaansuu. La organización fue establecida por primera vez en la década de 1990, pero pocos años después dejó de funcionar. Kiss Army Finland fue establecida de nuevo en 2005, y fue oficialmente registrada como asociación en 2008.